# Hristo Stoičkov
Hristo Stoičkov (bug. Христо Стоичков) (Plovdiv, 8. veljače 1966.) je bugarski nogometni trener te bivši nogometaš i nacionalni reprezentativac.

## Karijera
Profesionalnu karijeru započeo je 1984. igrajući za CSKA Sofiju iz kojeg je 1990. prešao u Barcelonu. Nakon pet godina u Barceloni prešao je talijansku Parmu, ali se tamo zadržao samo jednu sezonu prije negoli se 1996. vratio u Barcelonu i tamo odigrao još sezonu i pol. Početkom 1998. nakratko se vratio u svoj matični klub, CSKA Sofiju, da bi potom prešao u saudijski Al-Nasr. Nakon nekoliko mjeseci odlazi u japanski Kashiwa Reysol, a početkom 2000. prelazi u američki Chicago Fire, u kojem provodi dvije sezone prije prijelaza u drugi američki klub, DC United, u kojem krajem 2003. završava svoju igračku karijeru.
S bugarskom reprezentacijom nastupio je na dva Svjetska prvenstva, u SAD-u 1994. i Francuskoj 1998., te na Euru 1996. u Engleskoj. Na SP-u 1994. postigao je šest pogodaka i s Olegom Salenkom podijelio naslov najboljeg strijelca turnira, a Bugarska je tada osvojila četvrto mjesto. Iste godine bio je proglašen i najboljim igračem Europe, a u Bugarskoj je za igrača godine bio izabran ukupno pet puta. Za reprezentaciju je u 83 nastupa postigao 37 pogodaka.
Od 2004. do 2007. bio je izbornik bugarske reprezentacije, a tijekom 2007. nekoliko mjeseci je vodio i španjolski klub Celtu Vigo.